# Piazza San Zeno
Piazza San Zeno è un ampio spazio pubblico di Verona, situato nell'omonimo quartiere, all'interno della cinta magistrale e poco distante da porta San Zeno di Michele Sanmicheli.

## Storia
Quest'area era già piuttosto frequentata in epoca romana in quanto si trovava lungo la via Gallica, importante strada che collegava la Verona romana con Brixia e Mediolanum; inoltre poco distante, in direzione della città, questa intercettava l'importante via Postumia, la quale conduceva all'interno dell'abitato per mezzo di porta Iovia, oggi meglio conosciuta come porta Borsari. Nonostante questa zona fosse esterna alla città, rivestiva una certa importanza in quanto vi sorgeva la più importante delle necropoli cresciute lungo le strade di Verona, come testimoniato dai ritrovamenti delle sepolture riemerse durante diversi scavi archeologici eseguiti lungo la direttrice porta Borsari-San Zeno. In particolare numerose sepolture nell'area di San Zeno furono rinvenute nei pressi della basilica stessa, nei pressi della chiesa di San Procolo, della chiesa di San Zeno in Oratorio e nei vicolo Caserma Chiodo. Fu così che, secondo la tradizione, proprio nei pressi di una di queste aree cimiteriali nacque il Cristianesimo a Verona, tanto che qui furono seppelliti i primi vescovi veronesi.

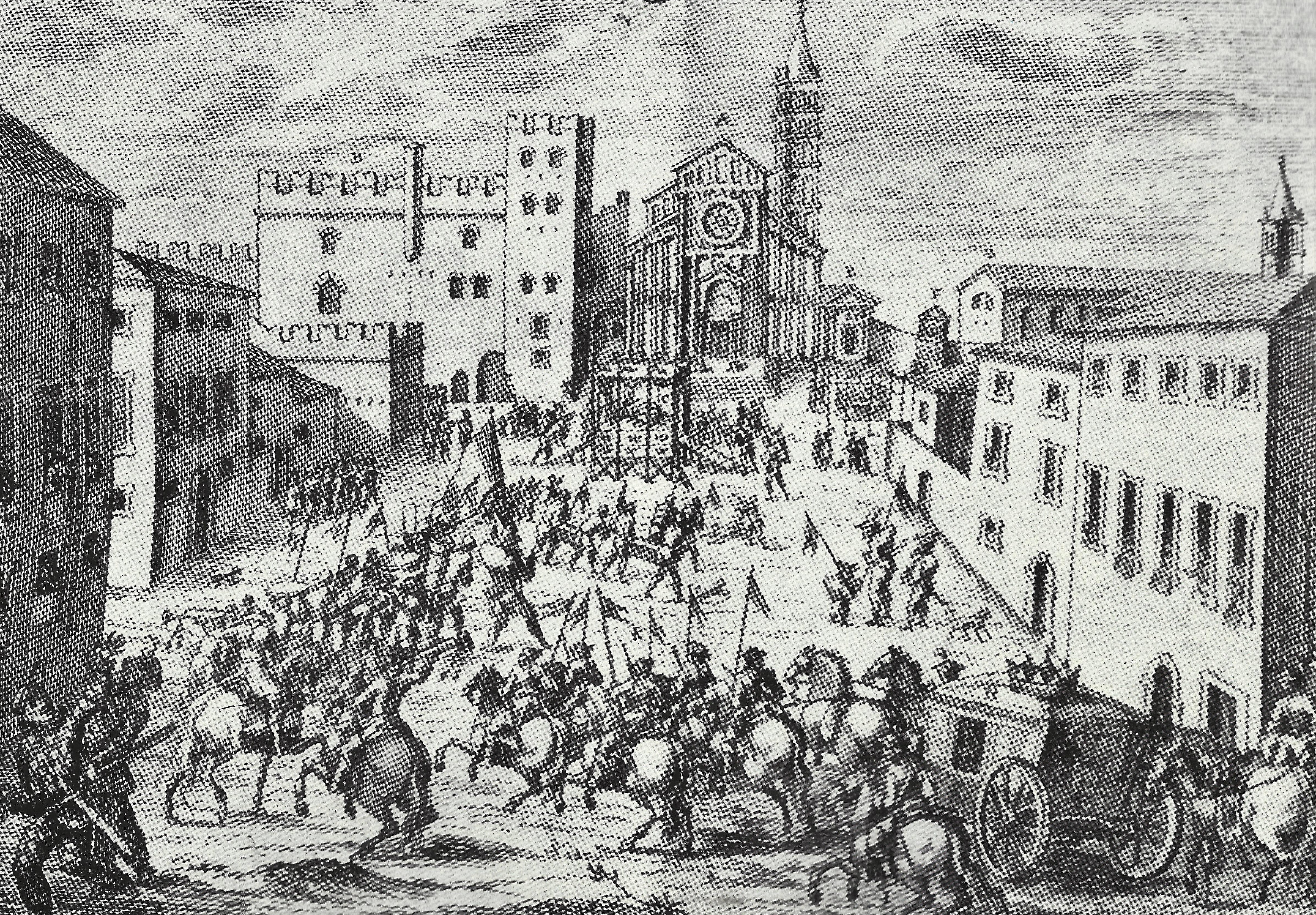
La piazza nel 1770, con l'abbazia di San Zeno sullo sfondo

Nel V secolo nacque quindi, in una posizione abbastanza isolata rispetto alla città, la chiesa di San Procolo, mentre solamente nel IX secolo cominciò a prendere forma l'abbazia di San Zeno. Nello spazio ricompreso tra la basilica e la chiesa di San Procolo andò pertanto a formarsi un sagrato che fungeva da spazio di mediazione tra quello esterno e quello sacro interno ai due ambienti chiesastici; sagrato attorno a cui cominciò a delinearsi una cortina di edifici residenziali, probabilmente dati in fitto, in un primo momento, agli operai del cantiere della basilica. Questo agglomerato, situato in una zona strategica esterna alla città ma adiacente a una grande via di comunicazione, con grande disponibilità di terreni edificabili, finì per attrarre molti abitanti: ciò porto man mano allo sviluppo di un piccolo sobborgo satellite di Verona, chiamato burgus Sancti Zenonis o villa Sancti Zenonis, le cui prime testimonianze scritte appaiono in un documento dell'813 e in uno del 969.
L'assetto della piazza, il cui fulcro era rappresentato fin dall'origine dalle due chiese, non subì nel corso dei secoli successivi variazioni di rilievo, se non per l'inglobamento dell'abitato all'interno della cinta muraria scaligera nel XIV secolo, evento che comportò una rivoluzione per quanto concerne il ruolo svolto dal borgo.

## Descrizione

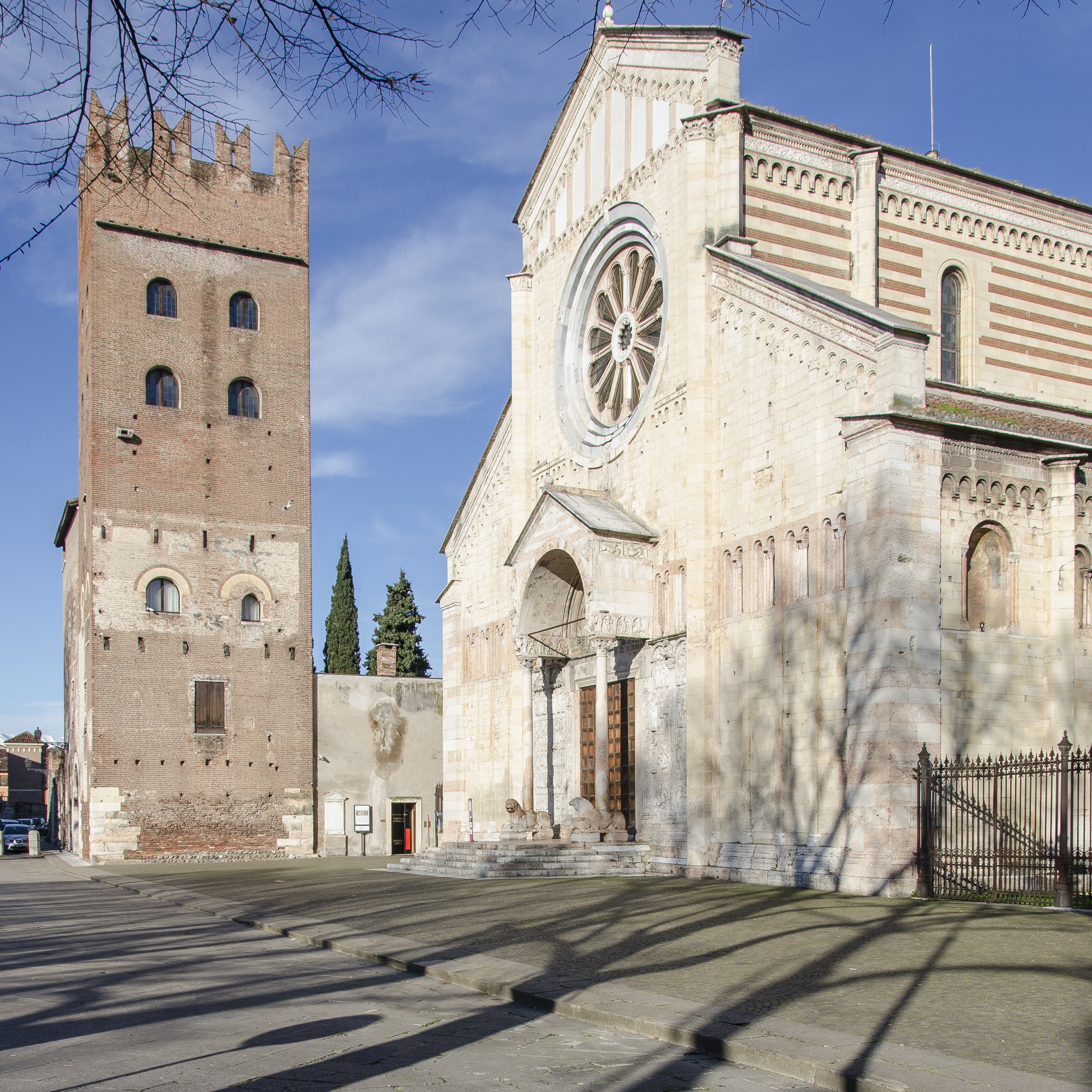
La facciata della basilica di San Zeno e la torre abbaziale

L'elemento che più spicca nella piazza è la basilica di San Zeno, riedificata all'inizio del IX secolo per volere del vescovo Ratoldo e del re d'Italia Pipino, che giudicarono sconveniente che il corpo del santo patrono riposasse in una povera chiesa e quindi, con il contributo dell'arcidiacono Pacifico, venne costruita una nuova basilica in cui traslare il corpo del Santo, conclusa e consacrata nel 806. L'edificio subì diverse ricostruzioni a causa dei danni provocati dalle invasioni degli Ungari e dal terremoto del 1117, quindi il suo aspetto finale in romanico lombardo deriva da importanti lavori eseguiti nel corso dei secoli, mantenendo comunque sostanzialmente inalterato l'impianto medievale. La chiesa ospita diverse opere d'arte, tra cui un capolavoro di Andrea Mantegna, la pala di San Zeno, il celebre portale con le formelle bronzee e il grande rosone della facciata, chiamato "Ruota della Fortuna", opera del lapicida Brioloto de Balneo.
Altro elemento svettante, parte dell'ex abbazia di San Zeno, è la cosiddetta torre abbaziale di San Zeno, la cui costruzione viene menzionata per la prima volta in due documenti del 1169, ed ebbe luogo in almeno due diverse fasi: molto probabilmente la prima edificazione è databile al XII secolo, mentre in quello successivo avvenne la sopraelevazione, come si può notare dai laterizi utilizzati, di diversa qualità nelle due zone, e dai caratteri delle finestre. Inoltre nel XIV secolo vi venne addossato lungo la parete settentrionale un secondo fabbricato, noto anche come "palazzo dell'Abate", che venne però parzialmente demolito agli inizi del XIX secolo, e di cui pertanto oggi rimane un corpo alto un piano in meno e lungo la metà rispetto all'edificio originario. Questo complesso, che aveva al piano terreno l'accesso al monastero, era destinato all'abate e agli ospiti più prestigiosi, visto che l'abbazia fino ancora al XIV secolo fungeva da albergo per gli imperatori del Sacro Romano Impero.

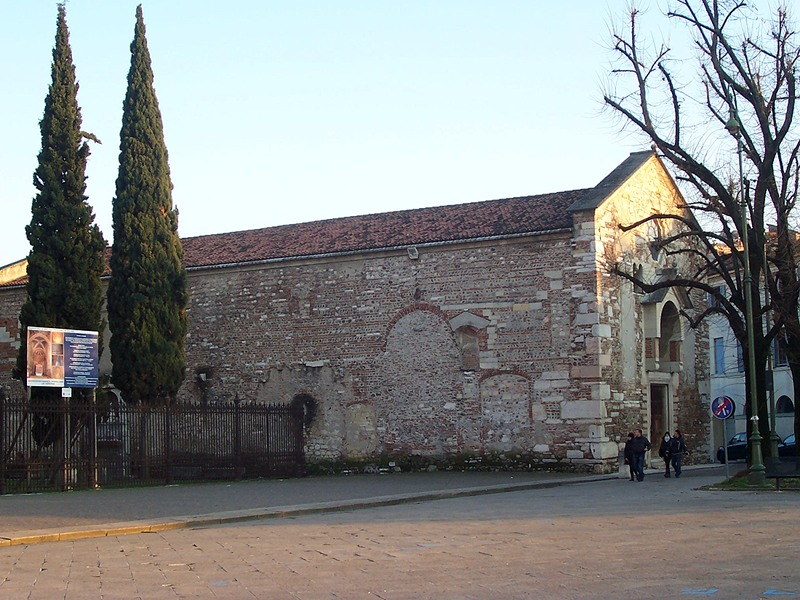
Il prospetto laterale della chiesa di San Procolo visto dal centro della piazza

Meno appariscente, vi è poi la chiesa di San Procolo, edificata nel V per contenere le spoglie del quarto vescovo di Verona, Procolo. Il primo documento in cui essa viene citata è però datato 846, inserita in una lista di chiese restaurate o edificate dal poliedrico vescovo veronese Pacifico. Nell'XI secolo l'edificio venne dotato di una cripta alla quale si poteva accedere mediante un'ampia scalinata centrale, ma le trasformazioni maggiori si ebbero nel secolo successivo, a seguito del terribile terremoto del 1117: la cripta venne ampliata e la chiesa allungata di 6 metri fino alla facciata attuale, che fu realizzata in forma romaniche, assumendo così l'aspetto che la contraddistingue ancora oggi.